# Dan Rogerson
Daniel John Rogerson (St Austell, 1975. július 23. –) brit politikus, a Liberális Demokraták tagja, egykori parlamenti képviselő. 

## Fiatalkora
A Bodmin College középiskolában, majd a University of Wales aberystwythi részén tanult politikát. Rogerson 1999 és 2002 között a Bedfordi Kerületi Tanácsnál dolgozott.

## Parlamenti munkássága
2001-ben Északkelet- Bedfordshire-ben indult a választásokon. 2005-ben Rogerson Andrew George-dzsal közösen korniul tettek esküt, hogy támogassák a lorni önazonosság-tudat és kultúra fennmaradását.
2006-ban Dan Rogerson azt kérte a kormánytól, hogy március 5-ét nyilvánítsa Cornwallban nemzeti ünneppé, és így ismerje el Szent Pirán napját.

## Magánélete
Feleségét, Heidi Pursert 1999 augusztusában Bodminban vette el. 2004 novemberében született meg első fiuk.

### Cikkek
- Kernowban Szent Pirán napját ünnepnappá akarják nyilvánítani

1. ↑  a12xpRjA